# Забрана, Ян
Ян Забрана (чеш. Jan Zábrana, 4 июля 1931, Гералец, Край Высочина — 3 сентября 1984, Прага) — чешский поэт, писатель
 и переводчик, автор дневников.

## Биография
После установления коммунистического режима в Чехословакии (1948), родители Яна Забраны (отец — мэр города Хумполец, мать — депутат регионального парламента) были арестованы и осуждены на длительные сроки тюремного заключения, имущество семьи конфисковано. Ян был лишен возможности получить высшее образование. Работал на трамвайном заводе и т. п., писал стихи и рассказы. Был знаком с Владимиром Голаном, Йиржи Коларжем, Гавелом, Шкворецким, Грабалом.
С 1954 года активно занимался переводами, став одним из крупнейших мастеров в стране. Переводил в основном с английского (Амброз Бирс, Джозеф Конрад, Эзра Паунд, Уоллес Стивенс, Карл Сэндберг, Грэм Грин, Сильвия Плат, Аллен Гинзберг, Джеймс Болдуин, А. Конан Дойль, Агата Кристи) и русского (Бунин, Есенин, Пастернак, Мандельштам, Цветаева, Пильняк, Бабель, Олеша, Платонов, Эренбург, Солженицын, Владимов, Аксёнов). С французского перевел стихи Верлена, Рембо, Верхарна, Аполлинера, с украинского — Ивана Франко. Много писал о переводимых авторах. Опубликовав до 1968 года три поэтических сборника, детективный роман (в соавторстве со Шкворецким) и книгу для детей (с ним же), впоследствии на протяжении всей жизни печатался только как переводчик.
С 1976 года страдал диабетом, впоследствии у него развился рак.

## Книги

### Стихи
- Utkvělé černé ikony, Praha, Mladá fronta 1965
- Stránky z deníku, Čs. spisovatel 1968
- Lynč, Praha, Mladá fronta 1968
- Jistota nejhoršího (избранное), Praha, Čs. spisovatel 1991
- Zeď vzpomínek, Brno, Atlantis 1992
- Básně (расширенное переизд. книг 1960-х гг.), Praha, Torst a Mladá fronta 1993
- Nápěvy (стихи 1945—1954 гг.), Praha, Torst 2007
- Socha z hlasů (избранное к 80-летию поэта), Praha, Torst 2011

### Дневники
- Вся жизнь/ Celý život 1, 2, Praha, Torst 1992, 2. vydání — Praha, Torst 1993, 3. vydání — Praha, Torst 2001, с предисловием В.Гавела
- Náruč plná vřesu, Praha, Tiskové 1998

### Эссе
- Potkat básníka, Praha, Odeon 1989

## Признание
Произведения Забраны переведены на ряд европейских языков, на французский их, включая дневники, переводил Патрик Оуржедник.